# Советская Россия (издательство)
«Сове́тская Росси́я» — советское государственное издательство. Основано в 1957 в Москве. Ликвидировано в 1992 году.

## История
В 1945 году в связи с созданием Комитета по делам культурно-просветительных учреждений при Совете народных комиссаров РСФСР было основано «Государственное издательство культурно-просветительной литературы». В мае 1957 года на его базе было основано издательство «Советская Россия». Находилось в ведомстве Государственного комитета СССР по печати.
Специализировалось на выпуске массово-политической, научно-популярной, художественно-документальной, художественной литературы на русском языке и языках народов РСФСР, книг по вопросам работы культурно-просветительных учреждений, а также изобразительной продукции. Выпускало книжные серии «По земле Российской», «Люди Советской России», «Подвиг», «Поэтическая Россия», «Писатель и время», «Золотое кольцо» и другие. Издавало журналы «Культурно-просветительная работа», «На стройках России», «Спортивная Россия», «Театральная жизнь», «В едином строю» и другие, альманах «Памятники Отечества».
В 1992 году было преобразовано в издательство «Русская книга».
| Статистика по объёмам производства. 1979—1990 годы | Статистика по объёмам производства. 1979—1990 годы | Статистика по объёмам производства. 1979—1990 годы | Статистика по объёмам производства. 1979—1990 годы | Статистика по объёмам производства. 1979—1990 годы | Статистика по объёмам производства. 1979—1990 годы | Статистика по объёмам производства. 1979—1990 годы | Статистика по объёмам производства. 1979—1990 годы |
| —                                                  | 1979                                               | 1980                                               | 1982                                               | 1983                                               | 1984                                               | 1985                                               | 1990                                               |
| -------------------------------------------------- | -------------------------------------------------- | -------------------------------------------------- | -------------------------------------------------- | -------------------------------------------------- | -------------------------------------------------- | -------------------------------------------------- | -------------------------------------------------- |
| Кол-во книг и брошюр, печатных единиц              | 309                                                | 296                                                | 309                                                | 331                                                | 353                                                | 349                                                | 192                                                |
| Тираж, млн экз.                                    | 30,1                                               | 29,3131                                            | 30,5173                                            | 30,8935                                            | 42,7952                                            | 42,0587                                            | 24,3712                                            |
| Печатных листов-оттисков, млн                      | н/д                                                | 289,1731                                           | 308,3795                                           | 321,4105                                           | 453,1710                                           | 523,0807                                           | 358,0569                                           |

## Награды
- Орден «Знак Почёта»[3].